# 薛蘭
薛蘭 （？—195年），東漢末年政治人物與武將，東漢末年八俊之一與兗州別駕從事，反叛曹操成為呂布麾下將領。駐紮在鉅野時，被曹軍擊敗所殺。

## 生平
黨錮之禍時，張儉的同鄉朱並上書告發張儉等二十四人「別相署號，共為部黨，圖危社稷」，列舉「八俊」、「八顧」、「八及」，薛蘭與張儉、檀彬、褚鳳、張肅、馮禧、魏玄、徐並列八俊之列的豪傑名士，但與《後漢書·黨錮列傳》記載的「三君」、「八俊」、「八顧」、「八及」、「八廚」人物名錄記載相異。
興平元年（194年），響應陳宮、張邈之謀，合作暗中迎接呂布起兵反叛曹操。
李典從父李不願聽薛蘭與李封之言反叛曹操投靠呂布，於是薛蘭等將李乾殺害。
興平二年（195年），薛蘭與李封在鉅野駐紮，為曹操所攻，李乾之子李整帶兵為父報仇，與曹軍諸將擊破薛李二人，薛蘭等為曹操斬殺。

## 家庭

### 父
- 薛衍，東海相。[3]

### 子
- 薛永，字茂長，父親薛蘭身亡後投奔劉備，隨劉備入蜀，為蜀郡太守。[3]

### 孫
- 薛齊，字夷甫，蜀漢巴、蜀二郡太守，蜀亡後降魏，世號蜀薛。[4]